# 孕神社
孕神社（はらうみじんじゃ、はらみじんじゃ）は、長崎県南松浦郡新上五島町赤尾郷に鎮座する神社である。

## 祭神

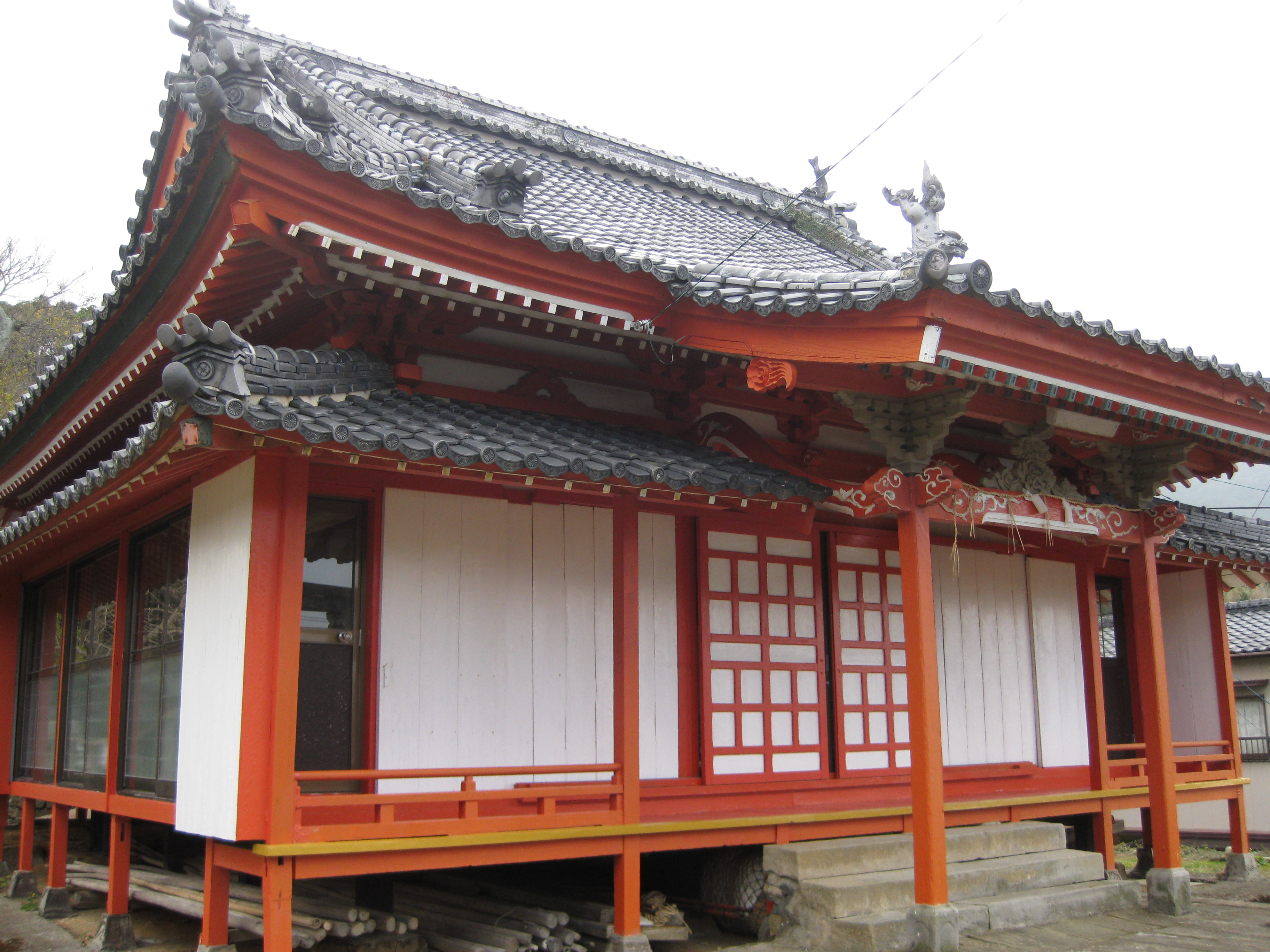
社殿

豊玉姫神を主祭神に祀り、大物主神、金山彦神、大山祇神を配祀する。
配祀神中の大物主神・金山彦神は金比羅神社の、大山祇神は山神社の祭神である。

## 歴史
創建は永徳3年（1383年）。宇久氏8代の宇久覚が宇久を引き上げ岐宿に館を移した際、奥方を乗せた船が友住と頭ヶ島の間の瀬戸で転覆し帰らぬ人になってしまう。村人達は遺体を魚目・浦桑郷の寺に埋葬し、奥方は懐妊中であったので孕大明神の神号を奉り、御霊を豊玉姫神の神霊として奉祀した。

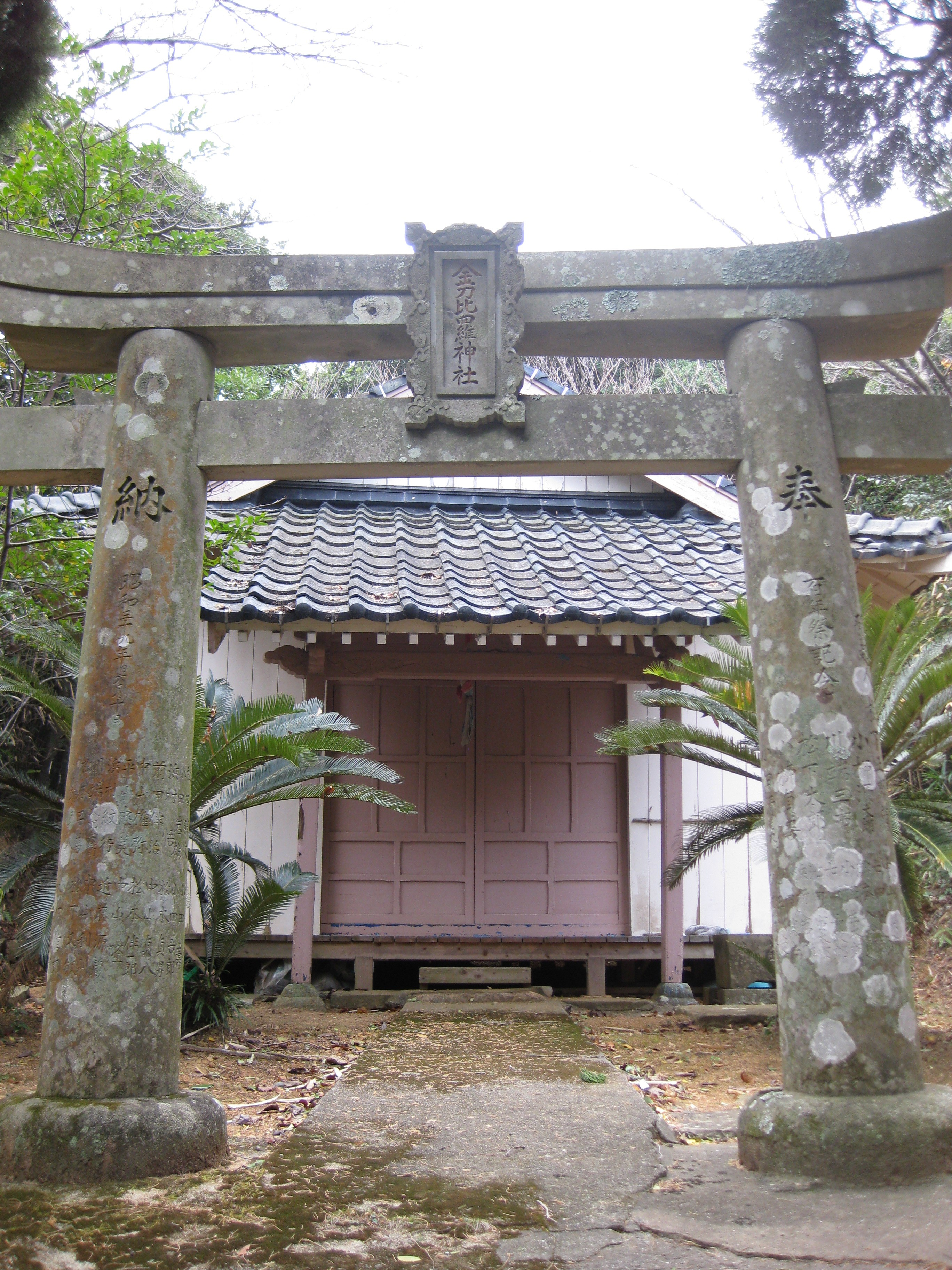
金比羅神社

また付添いの産婆も共に亡くなっており、遺体は同郷から宇久島の見える場所に葬り、その地に祠を建て、「ゴゼドンの鼻」と呼び、孕神社と共に安産の守り神として崇敬されている。
なお、奥方の遺体は「野々観音（ののかんのん）」として、船の残骸が流れ着いた地には貴船大明神として共に浦桑郷で奉祀されており、同郷の胸肩神社も深い繋がりがあると伝えられている。また船が転覆した瀬戸は、後に「孕瀬戸」と名付けられている。
明治7年（1876年）5月5日、無格社に列せられる。同41年（1908年）12月に金比羅神社、山神社を合祀し、昭和10年（1935年）12月6日に村社に昇格。同11年（1936年）神饌幣帛料供進神社に指定されている。

## ゴゼドンの鼻
赤尾郷より山道を10分程度歩いた場所にあり、そこには子施寺という小規模な寺院がある。子施寺内には安産祈願の腹帯が多数奉納されており、現在も篤く崇敬されている。

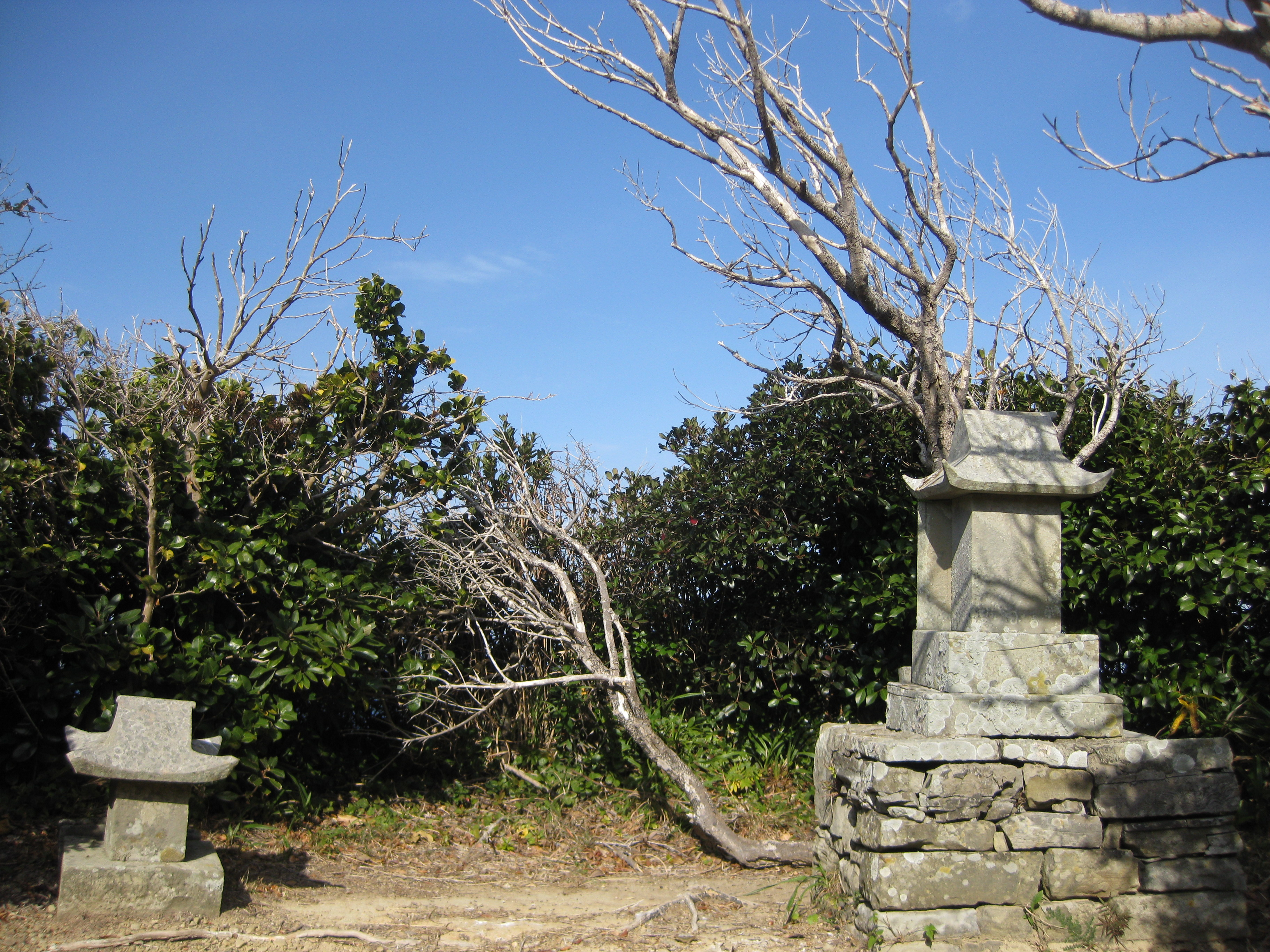
ゴゼドンの鼻

その先に産婆を祀る大小2基の石祠が海に向かって並んでいる。大きい祠が産婆であり、小さい祠は懐妊中であった奥方の胎児であるという。

## 祭祀
10月10日、11日の例祭には有川神楽が奉納される。有川神楽は国の選択無形民俗文化財にも選択された五島神楽に含まれる。
主な祭礼・神事
- 例大祭（10月10、11日）

## 境内社

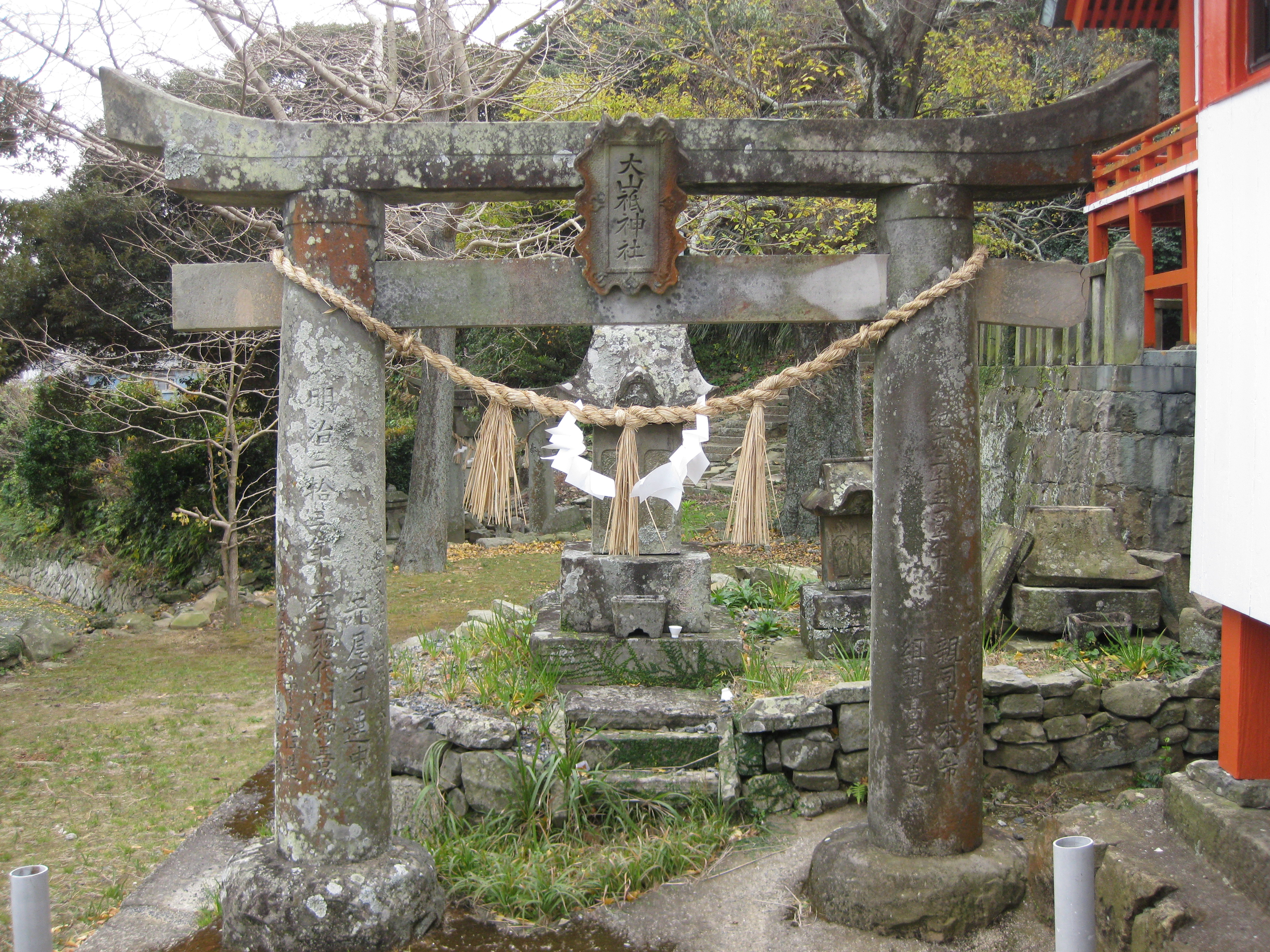
境内社・山神社

- 山神社

## その他の神社
隣接する小河原郷に神社に乙宮神社が、友住郷に八坂神社がある。

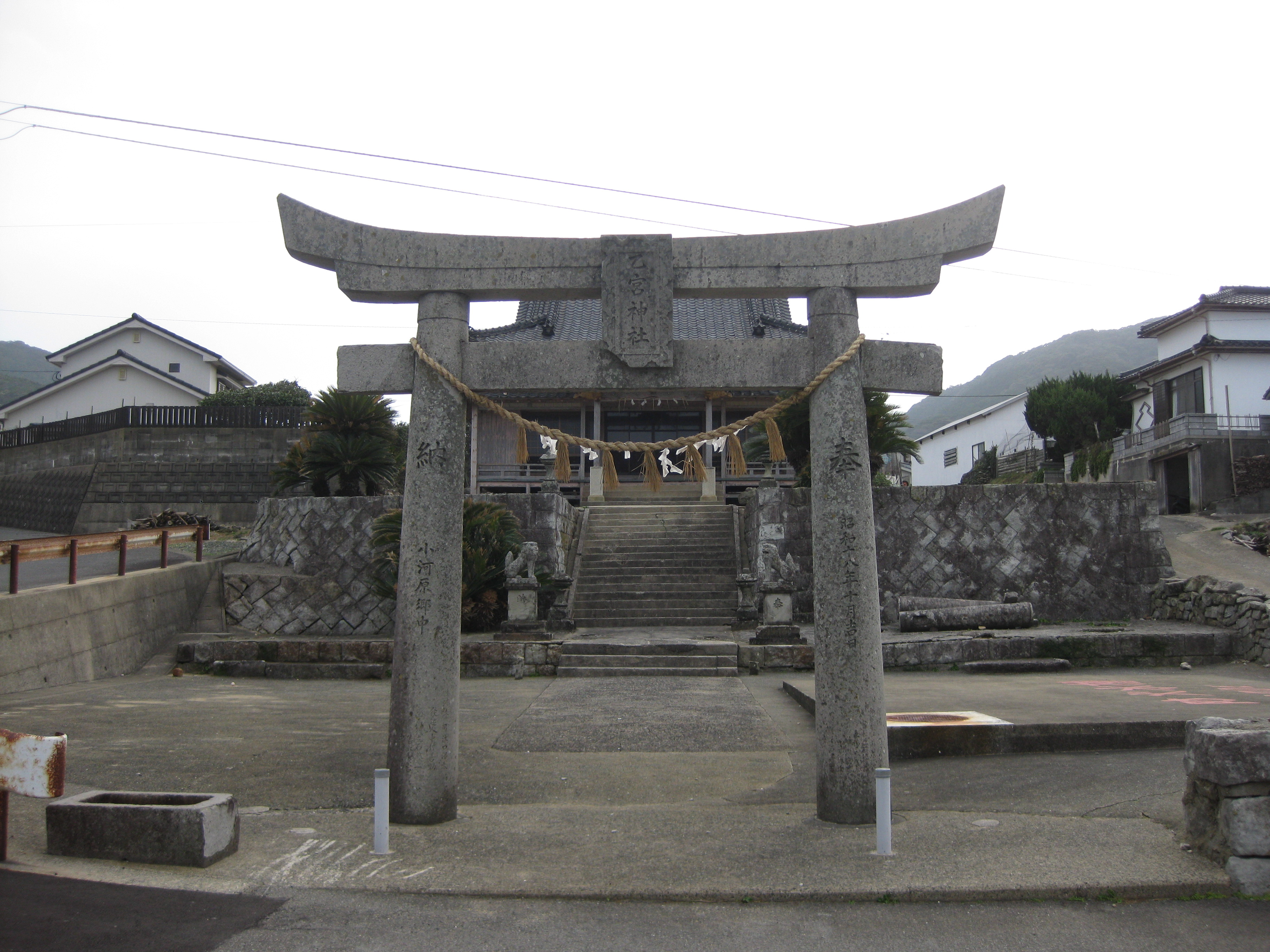
乙宮神社（小河原郷）
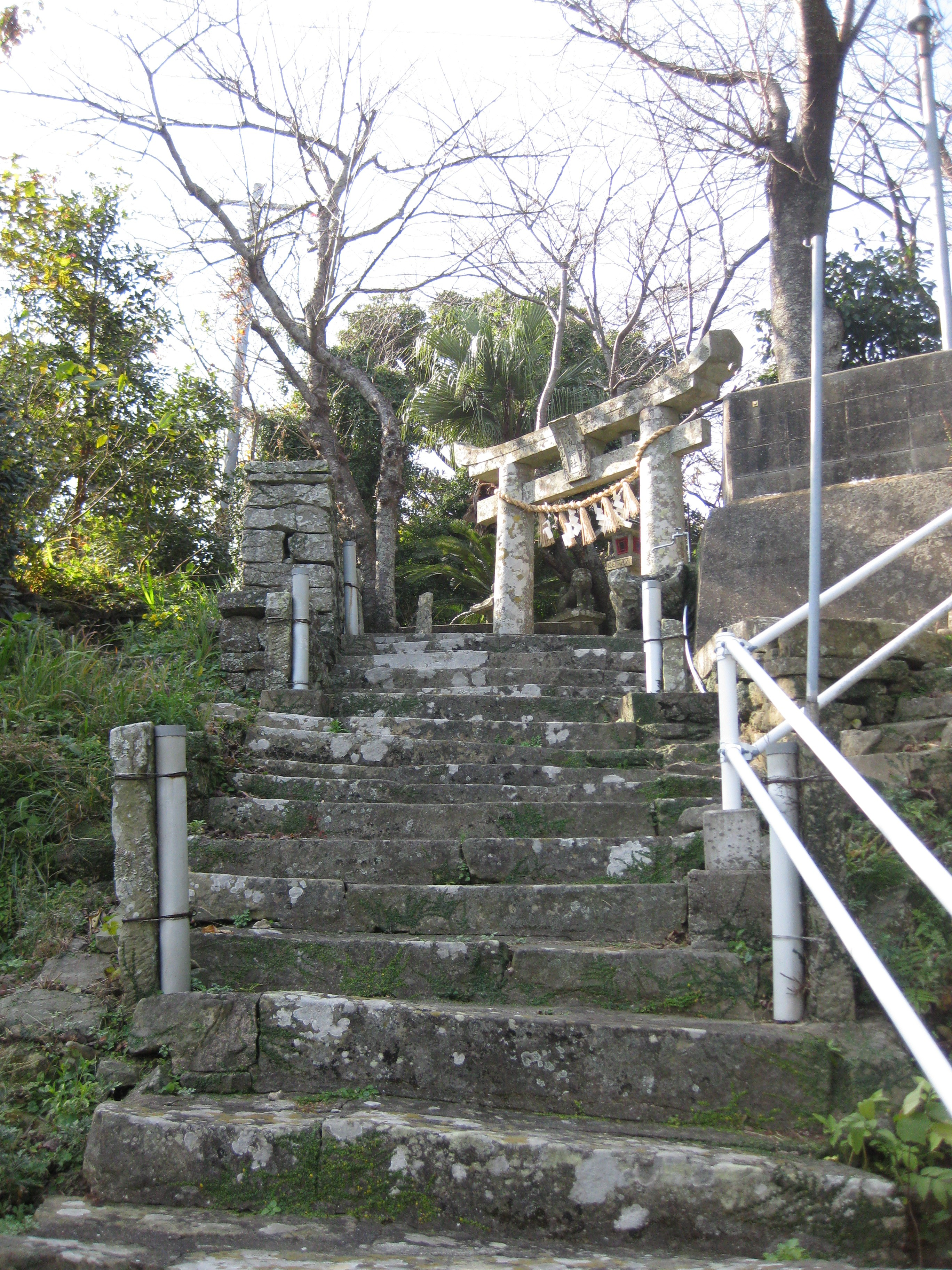
八坂神社（友住郷）